# قوة محافظة

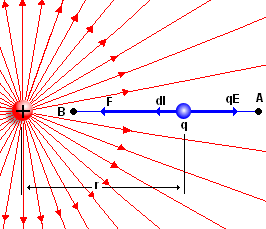

القوة المحافظة قوة تمتلك خاصية استقلال الشغل الكلي المبذول في نقل جسيم بين نقطتين عن شكل المسار. بشكل مكافئ، إذا انتقل جسيم في حلقة مغلقة، يكون الشغل الإجمالي (مجموع القوة المؤثرة على طول المسار مضروبًا بالإزاحة) الذي تبذله قوة محافظة معدومًا.
تتعلق القوة المحافظة فقط بموضع الجسم. إذا كانت القوة محافظة فمن الممكن تعيين قيمة عددية للكمون في أي نقطة وبالعكس، فعند تحرك جسم من مكان لآخر، تغير القوة الطاقة الكامنة للجسم بمقدار لا يعتمد على شكل المسار، مساهمةً في الطاقة الميكانيكية وحفظ الطاقة الكلي. إذا لم تكن القوة محافظة، فمن غير الممكن تعيين كمون سُلَّمي؛ لأن اتخاذ مسارات مختلفة سيؤدي إلى فروق كمون مختلفة بين نقطتي البداية والنهاية.
تعتبر قوة الجاذبية مثالًا على القوى المحافظة، وتعتبر قوة الاحتكاك مثالًا على القوى غير المحافظة.
من الأمثلة الأخرى على القوى المحافظة: القوة في نابض مرن، القوة الكهربائية الساكنة بين شحنتين كهربائيتين، والقوة المغناطيسية بين قطبين مغناطيسيين. القوتان الأخيرتان تسميان قوى مركزية لأنهما تؤثران على امتداد الخط الواصل بين مركزي جسمين مشحونين/ممغنطين. تكون القوة المركزية محافظة إذا كانت متناظرة كرويًّا.

## تعريف لامنهجي
بشكل لامنهجي، يمكن التفكير بالقوة المحافظة على أنها قوة تحافظ على الطاقة الميكانيكية. افترض جسيمًا يبدأ من النقطة أ، وهناك قوة F تؤثر عليه. ثم يتحرك الجسيم بقوى أخرى لينتهي به المطاف عند النقطة أ من جديد. مع أن الجسيم ربما يكون ما يزال في حالة حركة لحظة مروره من أ مجددًا، فإنه قد انتقل في مسار مغلق. إذا كان الشغل الصافي المقدم من القوة F مساويًا 0، فإن F تحقق شرط المسار المغلق. أي قوة تحقق هذا الشرط لكل المسارات المغلقة المحتملة تصنف كقوة محافظة.
القوة الثقالية والقوة النابضية والقوة المغناطيسية (وفق بعض التعاريف) والقوة الكهربائية (على الأقل في حقل مغناطيسي غير معتمد على الزمن، انظر قانون فاراداي للحث المغناطيسي للتفاصيل) هي أمثلة على قوى محافظة، بينما الاحتكاك ومقاومة الهواء أمثلة تقليدية على القوى غير المحافظة.
للقوى غير المحافظة، يجب على الطاقة الميكانيكية المفقودة (غير المحفوظة) أن تذهب إلى مكان آخر، وفق حفظ الطاقة. عادةً ما تتحول تلك الطاقة إلى حرارة، كالحرارة المتولدة من الاحتكاك. بالإضافة إلى الحرارة، غالبًا ما ينتج الاحتكاك قدرًا من الطاقةً صوتية. تحول مقاومة الماء المؤثرة على قارب متحرك الطاقة الميكانيكية للقارب إلى أكثر من مجرد صوت وحرارة، إذ تحول جزءًا منها إلى طاقة أمواج عند أطراف الأثر المتشكل خلفه. وهذه الطاقات المفقودة وغيرها غير عكوسة بسبب القانون الثاني للديناميكا الحرارية.

## عدم الاعتماد على المسار
كنتيجة مباشرة لشرط المسار المغلق فإن الشغل المبذول على جسيم يتحرك بين أي نقطتين لا يتعلق بالمسار الذي يسلكه الجسيم.
هذا موضح في الشكل المجاور: الشغل الذي تبذله قوة الجاذبية على جسم يتعلق فقط بالفرق في الارتفاع لأن قوة الجاذبية قوة محافظة. يساوي شغل القوة المحافظة المقدار السالب للتغير في الطاقة الكامنة أثناء تلك العملية. للاستدلال على ذلك: لنفترض مسارين 1 و2، كلاهما يصلان بين النقطة أ والنقطة ب. تغير الطاقة للجسيم الذي يتبع المسار 1 من أ إلى ب ومن ثم يتبع المسار 3 بالعكس من ب إلى أ هو 0؛ لذا فالشغل نفسه في المسارين 1 و2. أي أن الشغل لا يتعلق بالمسار المتبوع طالما أنه بين النقطة أ والنقطة ب.
على سبيل المثال، إذا تزحلق طفل على منحدر عديم الاحتكاك، فإن الشغل الذي تبذله القوة الثقالية على الطفل من بداية المنحدر حتى نهايته لا يتعلق بشكل المنحدر، بل يتعلق فقط بالإزاحة الشاقولية للطفل.

## الوصف الرياضي
يدعى حقل قوى F معرف في كل مكان من الفراغ (أو ضمن حجم بسيط الربط في الفراغ) حقل قوى محافظة أو حقًلا شعاعيًا محافظًا إذا حقق أيّاً من هذه الشروط المتكافئة:
1. دوران F يساوي صفر:
{\displaystyle \nabla \times {\vec {F}}={\vec {0}}.\,}
2. الشغل الذي تبذله القوة عند تحريك جسيم عبر مسار يبدأ وينتهي في نفس المكان يساوي الصفر:
{\displaystyle W\equiv \oint _{C}{\vec {F}}\cdot \mathrm {d} {\vec {r}}=0.\,}
3. يمكن كتابة القوة كتدرج سالب لتابع كمون {\displaystyle \Phi }:
{\displaystyle {\vec {F}}=-\nabla \Phi .\,}

يأتي المصطلح قوة محافظة من حقيقة أنه عندما توجد قوة محافظة فإنها تحفظ الطاقة الميكانيكية. أكثر القوى المحافظة ألفةً هي الجاذبية، والقوة الكهربائية (في حقل مغناطيسي غير معتمد على الزمن، انظر قانون فاراداي)، والقوة النابضية.
العديد من القوى (وخصوصًا تلك التي تعتمد على السرعة) ليست حقول قوى. في هذه الحالة فإن الشروط آنفة الذكر غير متكافئة رياضيًّا. على سبيل المثال، تحقق القوة المغناطيسية الشرط الثاني (بما أن الشغل الذي يبذله حقل مغناطيسي على جسيم مشحون يساوي الصفر دائمًا)، لكنها لا تحقق الشرط الثالث، والشرط الأول غير معرف أصلًا (القوة ليست حقلًا شعاعيًا، لذا لا يمكن تقدير دورانها). وفقًا لذلك، يصنف بعض المؤلفين القوة المغناطيسية قوةً محافظةً، في حين يخالفهم آخرون. القوة المغناطيسية حالة شاذة؛ فمعظم القوى المتعلقة بالسرعة، كالاحتكاك، لا تحقق أيًّا من الشروط الثلاث، وبالتالي فهي غير محافظة دون شك.

## القوة غير المحافظة
من الأمثلة على القوى غير المحافظة: الاحتكاك وإجهاد المواد غير المرنة. رغم حفظ الطاقة الكلية، يمكن نشوء قوى غير محافظة في الفيزياء الكلاسيكية بسبب درجات الحرية المهملة أو من الكمونات المعتمدة على الزمن. فمثلًا، يمكن معاملة الاحتكاك دون انتهاك حفظ الطاقة بدراسة حركات الجزيئات الفردية؛ ولكن ذلك يعني وجوب دراسة حركة كل جزيء بدلًا من استخدام الطرق الإحصائية. بالنسبة للأنظمة ذات الأبعاد الكبيرة (الماكروسكوبية)، فإن التقريب غير المحافظ يكون أسهل بكثير من التعامل مع ملايين درجات الحرية.
النسبية العامة غير محافظة، كما نرى في الانحراف البداري لمدار عطارد. ولكن النسبية العامة تحفظ موتر «إجهاد-طاقة-كمية حركة» زائف.